# Centranthera siamensis
Centranthera siamensis är en snyltrotsväxtart som beskrevs av T. Yamazaki. Centranthera siamensis ingår i släktet Centranthera och familjen snyltrotsväxter. Inga underarter finns listade i Catalogue of Life.